# Fucked Up
Fucked Up is een Canadese hardcore-punkband uit Toronto die werd opgericht in 2001, en in 2009 met het album The Chemistry of Common Life de Polaris Music Prize voor het beste Canadese album van dat jaar won. Ook het album David Comes to Life, door frontman Pink Eyes omschreven als rockopera, werd goed ontvangen door critici. Naast drie studioalbums bracht de band een stortvloed aan 7-inch singles uit met beperkte oplage.
Fucked Up bestond in 2011 uit zes leden, die zichzelf met ietwat bizarre namen tooien: zanger Pink Eyes (Damian Abraham), drummer Mr. Jo (Jonah Falco), gitarist 10,000 Marbles (Mike Haliechuk), bassist Mustard Gas (Sandy Miranda), gitarist Concentration Camp (Josh Zucker) en Young Governor (Ben Cook, gitaar en achtergrondzang bij optredens).

## Studioalbums
- 2006 - Hidden World (Jade Tree Records/Deranged Records)
- 2008 - The Chemistry of Common Life (Matador Records) Bekroond met de Polaris Music Prize.
- 2011 - David Comes to Life (Matador Records)
- 2014 - Glass Boys (Matador Records)
- 2018 - Dose Your Dreams (Merge Records)